# LNB Pro A 2010-11
La LNB Pro A 2010-2011 fue la edición número 89 de la Pro A, la máxima competición de baloncesto de Francia. La temporada regular comenzó el 9 de octubre de 2010 y acabó el 11 de junio de 2011. Los ocho mejor clasificados accederían a los playoffs, mientras que el JA Vichy y el Limoges CSP descenderían a la Pro B.
El campeón sería por primera vez en su historia el SLUC Nancy tras derrotar al Cholet Basket en la final a partido único.

## Equipos 2010-11
| Equipo                        | Ciudad              | Pabellón                                                  | Capacidad   |
| ----------------------------- | ------------------- | --------------------------------------------------------- | ----------- |
| ÉS Chalon-sur-Saône           | Chalon-sur-Saône    | Le Colisée                                                | 4,070       |
| Cholet Basket                 | Cholet              | La Meilleraie                                             | 5,191       |
| BCM Gravelines Dunkerque      | Gravelines          | Sportica                                                  | 3,500       |
| Hyères Toulon Var Basket      | Hyères – Toulon     | Palais des Sports de Toulon Espace 3000                   | 4,700 2,200 |
| STB Le Havre                  | Le Havre            | Salle des Docks Océane                                    | 3,598       |
| Le Mans Sarthe Basket         | Le Mans             | Antarès                                                   | 6,003       |
| CSP Limoges                   | Limoges             | Palais des Sports de Fetes                                | 5,516       |
| ASVEL Basket                  | Lyon – Villeurbanne | Astroballe                                                | 5,643       |
| SLUC Nancy Basket             | Nancy               | Palais des Sports Jean Weille                             | 6,027       |
| Orléans Loiret Basket         | Orléans             | Zénith d'Orléans                                          | 5,338       |
| Paris-Levallois Basket        | París – Levallois   | Stade Pierre de Coubertin Palais des Sports Marcel Cerdan | 4,200 3,050 |
| Élan Béarnais Pau-Lacq-Orthez | Pau-Orthez          | Palais des Sports de Pau                                  | 7,813       |
| Poitiers Basket 86            | Poitiers            | Les Arènes                                                | 4,300       |
| Chorale Roanne Basket         | Roanne              | Halle André Vacheresse                                    | 3,300       |
| Strasbourg IG                 | Strasbourg          | Rhénus Sport                                              | 6,200       |
| JA Vichy                      | Vichy               | Palais des Sports Pierre Coulon                           | 3,300       |

## Resultados

### Temporada regular
|    | Equipo               | J  | G  | P  | PF   | PC   | Clasificación      |
| -- | -------------------- | -- | -- | -- | ---- | ---- | ------------------ |
| 1  | Cholet               | 30 | 22 | 8  | 2217 | 2069 | playoff            |
| 2  | Nancy                | 30 | 21 | 9  | 2272 | 2207 | playoff            |
| 3  | Chalon-sur-Saône     | 30 | 20 | 10 | 2269 | 2155 | playoff            |
| 4  | Gravelines-Dunkerque | 30 | 20 | 10 | 2223 | 2006 | playoff            |
| 5  | Roanne               | 30 | 18 | 12 | 2279 | 2185 | playoff            |
| 6  | Lyon-Villeurbanne    | 30 | 17 | 13 | 2277 | 2243 | playoff            |
| 7  | Hyères-Toulon        | 30 | 15 | 15 | 2235 | 2252 | playoff            |
| 8  | Le Mans              | 30 | 14 | 16 | 2154 | 2104 | playoff            |
| 9  | Pau-Lacq-Orthez      | 30 | 13 | 17 | 2164 | 2234 |                    |
| 10 | Orléans              | 30 | 12 | 18 | 2083 | 2086 |                    |
| 11 | Strasbourg           | 30 | 12 | 18 | 2116 | 2208 |                    |
| 12 | STB Le Havre         | 30 | 12 | 18 | 2133 | 2169 |                    |
| 13 | Paris-Levallois      | 30 | 12 | 18 | 2157 | 2335 |                    |
| 14 | Poitiers             | 30 | 12 | 18 | 2065 | 2167 |                    |
| 15 | Vichy                | 30 | 11 | 19 | 2060 | 2179 | Descienden a Pro B |
| 16 | Limoges              | 30 | 9  | 21 | 2163 | 2268 | Descienden a Pro B |

### Líderes estadísticos
| Estadística             | Jugador         | Equipo               | Media |
| ----------------------- | --------------- | -------------------- | ----- |
| Puntos por partido      | Rick Hughes     | Hyères-Toulon        | 19.10 |
| Valoración por partido  | Chris Massie    | Limoges              | 21.28 |
| Rebotes por partido     | Chris Massie    | Limoges              | 9.20  |
| Asistencias por partido | Teddy Gipson    | Pau-Lacq-Orthez      | 5.87  |
| Robos por partido       | John Linehan    | Nancy                | 3.08  |
| Tapones por partido     | Cyril Akpomedah | Gravelines-Dunkerque | 2.00  |

## Playoffs
|  | Cuartos de final | Cuartos de final     | Cuartos de final |                      |    | Semifinales | Semifinales | Semifinales |  |   | Final  | Final | Final |  |
|  |                  |                      |                  |                      |    |             |             |             |  |   |        |       |       |  |
|  |                  |                      |                  |                      |    |             |             |             |  |   |        |       |       |  |
|  | 1                | Cholet               | 2                |                      |    |             |             |             |  |   |        |       |       |  |
|  | 1                | Cholet               | 2                |                      |    |             |             |             |  |   |        |       |       |  |
|  | 8                | Le Mans              | 0                |                      |    |             |             |             |  |   |        |       |       |  |
|  | 8                | Le Mans              | 0                |                      | 1  | Cholet      | 2           |             |  |   |        |       |       |  |
|  |                  |                      |                  |                      | 1  | Cholet      | 2           |             |  |   |        |       |       |  |
|  |                  |                      | 4                | Gravelines-Dunkerque | 0  |             |             |             |  |   |        |       |       |  |
|  | 4                | Gravelines-Dunkerque | 4                | Gravelines-Dunkerque | 0  | 2           |             |             |  |   |        |       |       |  |
|  | 4                | Gravelines-Dunkerque |                  |                      |    |             |             |             |  |   |        |       |       |  |
|  | 5                | Roanne               | 1                |                      |    |             |             |             |  |   |        |       |       |  |
|  | 5                | Roanne               | 1                |                      |    |             |             |             |  | 1 | Cholet | 74    |       |  |
|  |                  |                      |                  |                      |    |             |             |             |  | 1 | Cholet | 74    |       |  |
|  |                  |                      | 2                | Nancy                | 76 |             |             |             |  |   |        |       |       |  |
|  | 2                | Nancy                | 2                | Nancy                | 76 | 2           |             |             |  |   |        |       |       |  |
|  | 2                | Nancy                |                  |                      |    |             |             |             |  |   |        |       |       |  |
|  | 7                | Hyères-Toulon        | 1                |                      |    |             |             |             |  |   |        |       |       |  |
|  | 7                | Hyères-Toulon        | 1                |                      | 2  | Nancy       | 2           |             |  |   |        |       |       |  |
|  |                  |                      |                  |                      | 2  | Nancy       | 2           |             |  |   |        |       |       |  |
|  |                  |                      | 6                | Lyon-Villeurbanne    | 1  |             |             |             |  |   |        |       |       |  |
|  | 3                | Chalon-sur-Saône     | 6                | Lyon-Villeurbanne    | 1  | 1           |             |             |  |   |        |       |       |  |
|  | 3                | Chalon-sur-Saône     |                  |                      |    |             |             |             |  |   |        |       |       |  |
|  | 6                | Lyon-Villeurbanne    | 2                |                      |    |             |             |             |  |   |        |       |       |  |
|  | 6                | Lyon-Villeurbanne    | 2                |                      |    |             |             |             |  |   |        |       |       |  |
|  |                  |                      |                  |                      |    |             |             |             |  |   |        |       |       |  |

## Premios

### Premios de la LNB
MVP de la temporada regular
- MVP extranjero :  Sammy Mejía[8] (Cholet)
- MVP francés : Mickaël Gelabale[8] (Lyon-Villeurbanne)

Mejor jugador joven
- Evan Fournier (Poitiers)

Mejor defensor
- John Linehan (Nancy)

Jugador más mejorado
- Evan Fournier (Poitiers)

Mejor entrenador
- Erman Kunter (Cholet)

### MVP de las Finales
- John Linehan[8][9] (Nancy)

### Jugador del mes
| Mes       | Jugador           | Equipo               |
| --------- | ----------------- | -------------------- |
| Noviembre | Yannick Bokolo    | Gravelines-Dunkerque |
| Diciembre | Tremmell Darden   | Nancy                |
| Enero     | Blake Schilb      | Chalon-sur-Saône     |
| Febrero   | Tremmell Darden   | Nancy                |
| Marzo     | Pops Mensah-Bonsu | Lyon-Villeurbanne    |
| Abril     | Sammy Mejía       | Cholet               |